# Hit Me Like a Man
Albums de The Pretty Reckless
Light Me Up
(2010) Going to Hell
(2014)
Hit Me Like a Man est le deuxième EP du groupe The Pretty Reckless, sorti le 6 mars 2012, celui-ci incluant trois nouveaux titres intitulés Hit Me Like a Man, Under the Water et Cold Blooded. Ce dernier est un duo entre Taylor Momsen et Ben Phillips, le guitariste. Une version live de Since You're Gone et de Make Me Wanna Die figurent aussi sur cet EP.

## Liste des titres
Toutes les paroles sont écrites par Taylor Momsen, Kato Khandwala et Ben Phillips.
| No | Titre                  | Durée |
| -- | ---------------------- | ----- |
| 1. | Make Me Wanna Die Live | 4:13  |
| 2. | Hit Me Like A Man      | 3:33  |
| 3. | Under The Water        | 4:04  |
| 4. | Since You're Gone Live | 3:25  |
| 5. | Cold Blooded           | 4:43  |